# 茲德維日夫卡
茲德維日夫卡（烏克蘭語：Здвижівка），是烏克蘭中北部基輔州布恰区布恰市镇内的村落，始建於1780年，面積36.8平方公里，海拔高度143米，2001年人口1,132，人口密度每平方公里30.8人。